# Kurt Eichenwald
Kurt Alexander Eichenwald (* 28. června 1961) je americký novinář působící v Newsweeku. Spolupracuje také s New York Times a Vanity Fair a autor čtyř bestsellerů, mezi které patří například The Informant (2000, zfilmovaný v roce 2009).

## Život
Eichenwald se narodil v roce 1961. Uvádí o sobě, že je člen episkopální církve a má židovského otce. Vystudoval na St. Mark's School of Texas v Dallasu a Swarthmore College. Jeho mimoškolní aktivity během studií na Swarthmoru zahrnovaly například založení Sixteen Feetu.
Během prvních měsíců studia utrpěl otřes mozku, který byl brzy následován znatelnými epileptickými záchvaty. Ve studiu ale pokračoval opakovaným záchvatům navzdory a absolvoval v roce 1983 s vyznamenáním.
Od roku 1985 s krátkými přestávkami pracoval v deníku New York Times, za práci na článcích o kauzách ve zdravotnictví v letech 1995 a 1997 obdržel novinářskou Cenu George Polka a byl v užší nominaci na Pullitzerovu cenu v roce 2006. Od roku 2013 píše pro Vanity Fair.
V předvolební kampani před prezidentskými volbami v roce 2016 poukázal na to, že kandidát Donald Trump cituje zdroje nahrávající ruské propagandě.
Je ženatý, jeho manželka Theresa Pearceová je lékařka, mají spolu tři děti.

### Útok GIFem
V prosinci 2016 byla Eichenwaldovi, který je známý tím, že trpí fotosenzitivní epilepsií, poslána v Twitteru soukromá zpráva. V ní se nacházel blikající soubor GIF jako příloha s textem „You deserve a seizure for your posts“, tj. „Za svoje články si zasloužíš záchvat“. Obrázek následně novináři způsobil svým blikáním záchvat. Eichenwaldova manželka okamžitě volala policii a na tweet odpověděla: „This is his wife, you caused a seizure. I have your information and have called the police to report the assault.“ („Toto je jeho žena, způsobil jste záchvat. Mám vaše údaje a zavolala jsem policii, abych útok nahlásila.“)

#### Vyšetřování
Případ vyšetřovala dokonce i FBI, která zjistila, že za útokem stojí 29letý John Rivello. V jeho účtu na iCloudu se objevily útržky informací o fotosenzitivní epilepsii a také screenshot zfalšované stránky na Wikipedii, která hlásila Eichenwaldovu smrt. Zároveň tam byly nalezeny odkazy na web o epilepsii epilepsy.com. Byl obviněn z kyberšikany a použití smrtelné zbraně. Motivem Rivellova útoku údajně byly Eichenwaldovy politické názory a to, že je Žid.
V dubnu 2017 proti Rivellovi podal Eichenwald i civilní žalobu.

#### Následky
Rivellova příkladu následovalo několik dalších lidí. Jen od prosincového útoku do března 2017 dostal Eichenwald další čtyři desítky obdobných zpráv se závadným obrázkem.

## Literární dílo
Po práci na reportážích o skandálu ve společnosti Prudential napsal knihu Serpent on the Rock. Následovaly The Informant (2000), zfilmovaný v roce 2009 režisérem Stevenem Soderberghem a s Mattem Damonem v hlavní roli, dále Conspiracy of Fools (2005) a 500 Days (2012).